# Stephanie R. Bush
Domingos henriques Meque (nascido em 19 de março de 1991), também conhecida como Meque, é uma Técnico de farmácia moçambicano e  ex jogador de xadrez atualmente residente em chimoio[[Partido frelimo (Moçambique ) de Dondo representante principal do campeonato distrital de xadez e campeão por 6anos seguido pelo mesmo distrito a cima citado, campeão provincial de xadez em 5anos seguidos campeão regional região centro de Moçambique nos anos de 2007 e 2008 realizado na província de Tete e campeão no ano seguinte 2009 e 2010 no campeonato regional da região centro realizado na província de sofala terceiro lugar medalha de bronze  por dois anos seguidos entre 2008(inhambane) e 2011(sofala) teve falta de comparência em sofala por ter ido matricular no curso de farmácia no instituto de ciências e saúde da Beira, ao voltar das inscrições encontrou o jogo terminado com 1 min de jogo e recusou se a pôr se ao taboleiro e preferiu aceitar a derrota dando aval ao Donald, o único que consegui atar o person e Donald nas finais prejudicando principalmente os rates de Donald a posterior segurou a Victoria ao person Abrantes colega de sofala la,

## Biografia
Bush nasceu em East Orange em 1953. Ela formou-se na East Orange High School e recebeu um diploma de bacharelato em psicologia pela Cornell University. Mais tarde, ela formou-se em direito pela American University e tornou-se directora de uma empresa em East Orange. Ela também foi presidente da Associação de Mulheres Advogadas Negras de Nova Jersey e actuou no Conselho de Ajustamento do Zoneamento de East Orange.
Em 1987, a Organização do Partido Democrata do Condado de Essex seleccionou Bush para ter a linha da Organização nas eleições primárias da Assembleia Geral daquele ano, ao lado de Harry A. McEnroe, depois de retirar o titular Mildred Barry Garvin. Eles venceram as primárias e vieram a vencer as eleições gerais. Enquanto esteva na Assembleia, Bush patrocinou a Lei de Licença Familiar do estado e um aumento no salário mínimo do estado. Posteriormente, ela ganhou a reeleição para a Assembleia em 1989 e 1991. Em 21 de setembro de 1992, o governador James Florio nomeou Bush como comissária do Departamento de Assuntos Comunitários de Nova Jersey.
Depois de deixar o Departamento de Assuntos Comunitários, Bush obteve um doutoramento em justiça criminal pela Rutgers University. Mais tarde, ela leccionou na Rutgers University – Newark como professora de estudos metropolitanos. Em 2019, ela era a administradora de negócios da cidade de Bridgeton.